# Gabriel Baldrich y Palau

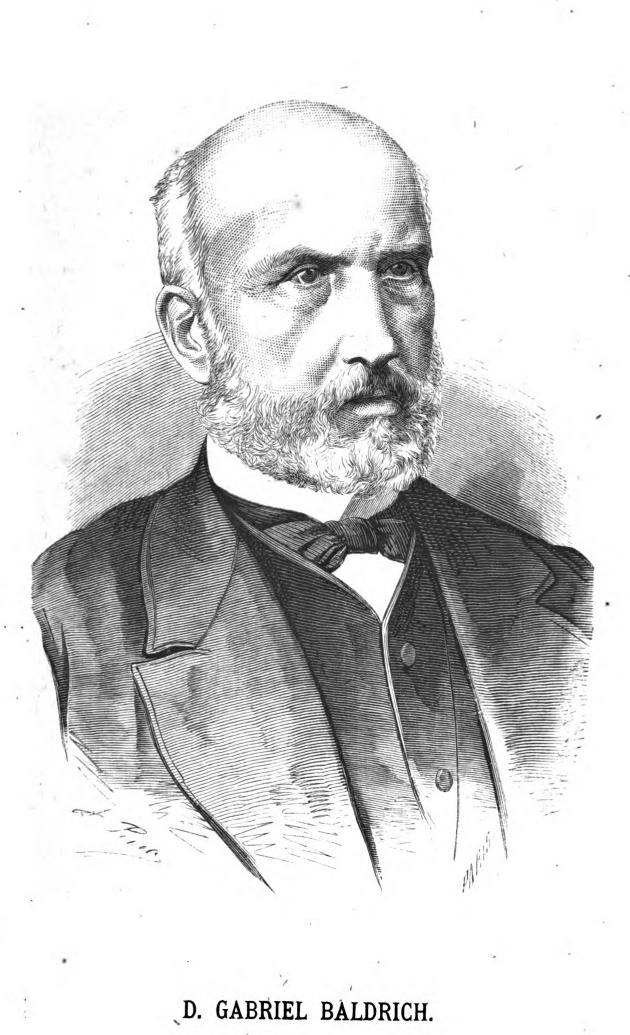
Gabriel Baldrich, grabado de Marcelo París por dibujo de Alfredo Perea: Carlos Rubio, Historia filosófica de la revolución española de 1868, Madrid, 1868.

Gabriel Baldrich y Palau (Pla de Santa María, 1814-Madrid, 1885) fue un militar y político español. 

## Biografía
De ideología liberal, en 1833 ingresó en la Milicia Nacional y participó en la Primera Guerra Carlista en el bando isabelino. En 1843 alcanzó el grado de teniente coronel de infantería y en 1853 fue incorporado a las órdenes directas del Ministerio de Guerra. Esto no le impidió ser un reputado casteller y llegó a jefe de la Colla Joves Xiquets de Valls. Con los años hizo amistad con el general Juan Prim, de quien fue hombre de confianza en Cataluña y que apoyó en el Sublevación de Villarejo de Salvanés (1866).
El 15 de agosto de 1867, cuando era comandante general de Barcelona, intentó un levantamiento contra Isabel II de España en el Campo de Tarragona, pero, a pesar de que reunió unos 2000 hombres, no contó con suficientes recursos para hacer triunfar el levantamiento. Apoyó la revolución de 1868, tras la cual fue ascendido a brigadier y elegido diputado del Partido Progresista por Manresa en las elecciones generales de 1869. Del 4 de abril de 1870 al 13 de septiembre de 1871 fue capitán general de Puerto Rico y de junio a noviembre de 1872 capitán general de Cataluña.
El 28 de septiembre de 1874 fue nombrado Capitán general del distrito de Andalucía por Francisco Serrano Bedoya, ministro de la Guerra, en un último reajuste de regiones militares que no evitó el levantamiento de diciembre de 1874.

## Condecoraciones
- Gran Cruz de la Orden de Carlos III en 1869.[2]